# Sven Thulin
Sven Thulin, född 8 januari 1887 i Norbergs socken, död 14 maj 1983 i Uppsala, var en svensk bokförläggare.
Sven Thulin var son till folkskolläraren Per Olof Thulin och Augusta Andersson. Efter avslutad folkskola var Thulin elev vid Karlskoga praktiska skola 1901–1902 och ägnade sig sedan åt journalistik. Han var medarbetare i Västmanlands läns tidning 1902–1908, från 1906 som redaktionssekreterare. Efter en studieresa till Storbritannien 1908–1909 avlade Thulin studentexamen i Stockholm 1911 samt blev filosofie kandidat 1913 i Göteborg och filosofie magister där 1915. Han var vikarierande läroverksadjunkt vid Göteborgs Västra realskola 1914–1915. Från 1915 var Thulin litterär chef vid J.A. Lindblads Bokförlagsaktiebolag i Uppsala. Han var från 1926 styrelseledamot för bolaget och VD där från 1946. Under Thulins ledning utgav populärvetenskapliga arbeten, biografier, bland annat serien Hågkomster och livsintryck av svenska män och kvinnor (1-25, 1921–1945), uppbyggelselitteratur samt romaner och berättelser för religiöst intresserad publik. Från 1915 var Thulin verksam som folkföreläsare, och 1919–1950 var han en av stöttepelarna i Uppsala missionsförening.